# Théâtre national croate de Rijeka
Pour les articles homonymes, voir HNK.
Le Théâtre national croate Ivan de Zajc (en croate : Hrvatsko narodno kazalište Ivana pl. Zajca) est le théâtre principal de la ville de Rijeka en Croatie.

## Histoire
Le premier théâtre de la ville adriatique a été construit en 1765. Au début des années 1880, le maire de Fiume décide de construire un nouveau théâtre municipal.
Les travaux, confiés au célèbre atelier viennois Fellner et Helmer, commencèrent en 1883 et furent achevés deux ans plus tard. Les intérieurs ont été équipés des technologies les plus modernes, comme l'éclairage électrique. Le plafond de l'auditorium a été décoré par Franz Matsch et les frères Ernst et Gustav Klimt.
Le 3 octobre 1885, le théâtre fut inauguré avec Aida de Giuseppe Verdi. Le 20 octobre 1946, après l'annexion de Fiume à la Yougoslavie, le premier opéra en langue croate y fut représenté, le drame pastoral Dubravka, d'Ivan Gundulić.
En 1913, le théâtre fut nommé d'après Giuseppe Verdi et en 1946, il devint le Teatro del Popolo di Fiume, avec une compagnie italophone de la minorité italienne de l'ex-Yougoslavie d'abord, puis de Croatie et de Slovénie. Depuis 1953, il porte le nom du compositeur croate Ivan Zajc. Le nom actuel a été adopté en 1994.
Le théâtre, qui rappelle celui de Zagreb, présente un pronaos et des colonnes et sculptures de style classique sur la façade. Les intérieurs sont de style néo-baroque avec des stucs dorés.